# Vạn Đan

Vị trí tại Bình Đông

Vạn Đan (tiếng Trung: 萬丹鄉; bính âm: Wàndān Xiāng) là một hương (xã) của huyện Bình Đông, tỉnh Đài Loan, Trung Hoa Dân Quốc (Đài Loan). Hương có địa hình bằng phẳng và giáp với thành phố Cao Hùng ở phía tây. Tổng diện tích của Vạn Đan là 57,4679 km², dân số vào tháng 8 năm 2011 là 53.708 người thuộc 14.398 hộ gia đình, mật độ cư trú đạt 934,6 người/km².